# 楊寶玲
楊寶玲（英語：Pauline Yeung Bo-ling，1967年4月17日—），祖籍廣東東莞，前香港女藝人，現已移居美国。

## 生平
楊寶玲中學就讀於香港拔萃女書院，曾在英國史篤城求學。1987年，楊寶玲參選香港小姐競選，除了獲得冠軍外，還是國際親善小姐得主。次年，楊寶玲先後在英國參加世界小姐的競選，獲得亞洲皇后，在台灣參加了環球小姐的競選，獲得了第五名。其後加入娛樂圈，擔當電視節目主持及拍攝電影。在履行完港姐應盡的義務之後，楊寶玲和無綫電視簽下了三年的合約。最初只在翡翠台參加電視劇《大都會》的演出。之後，她開始一邊為電視台主持節目，一邊參加一些電影的演出。其參演的第一部電影是《城市麗人》。1988年汉城奧運會舉辦時，楊寶玲被無綫電視派往韓國前線作現場採訪和報導。
直至1992年，楊氏離開TVB，此後曾在香港新城知訊台擔任節目主持，1999年淡出娛樂圈，並專注商界工作。走入商界的她，有份投資香港上市公司六福集團，且任其非執行董事及和亞洲小姐翁虹擔任代言人。及後她移居美國拉斯維加斯。

## 家庭
母親是粵語片明星李云嫦。
第一任丈夫陳容森。两人于1994年在澳洲秘密結婚，其後兩人於1997年宣佈離婚。
第二任丈夫黃延年（Nelson Wong）为任職拉斯維加斯凱撒皇宮賭場市場部亞洲區副總裁的美籍華人。两人於2002年5月13日在美國拉斯維加斯舉行婚禮，其後並定居美國。2007年，楊寶玲诞下男婴。然而，楊黃二人仍於2014年以離婚收場。
第三任丈夫Gav是她的初戀情人。2015年11月帶兒子Nathan在美國结婚。

## 曾參加選美比賽及獎項
- 1987年香港小姐競選——冠軍及國際親善小姐
- 1987年世界小姐——前12名及亞洲皇后
- 1988年環球小姐——第五名

## 演出作品

### 電視劇
- 1988年《大都會》
- 1989年《人海虎鯊》飾 卓家琳
- 1989年《他來自江湖》飾 文芷君（Pauline）
- 1989年《飛虎群英》飾 利琪琪
- 1990年《蜀山奇侠》飾
- 1990年《零點出擊》飾 羅一妍
- 1990年《水鄉危情》飾 淑華(阿華)
- 1991年《打工貴族》Eva
- 1992年《破繭邊緣》飾 程殷怡

### 主持
- 1988年無綫電視《1988漢城奧運會》
- 1990年無綫電視《寰宇風情》（加拿大特輯）
- 1991年無綫電視《寰宇風情》（美國阿拉斯加州特輯）
- 1991年無綫電視《歡樂今宵》

### 電影
| 年 份  | 片 名                | 角 色  | 備註           |
| 1987年 | 城市麗人             |        | 台譯：城市少女 |
| 1988年 | 養鬼仔               | May    |                |
| 1988年 | 飛龍猛將             | 溫美玲 |                |
| 1989年 | 花心夢裡人           | 保莲   |                |
| 1989年 | 發達秘笈             | 阿萍   | 台譯：發財秘笈 |
| 1990年 | 開心鬼救開心鬼       | 安妮   |                |
| 1991年 | 豪門夜宴             |        |                |
| 1991年 | 魔唇劫               |        | 台譯：射月     |
| 1992年 | 鬼域的故事           |        |                |
| 1993年 | 情天霹靂之下集大結局 |        | 台譯：陽春奇謀 |
| 1994年 | 標心                 |        |                |
| 1995年 | 有兒萬事足           |        |                |
| 1997年 | 97家有囍事           |        |                |
| 1998年 | 心思思               |        |                |

## 出版書籍
1996-1999年間，楊寶玲推出了一系列與美容及Keep Fit等扮靚有關的扮靚叢書（博益生活通系列楊寶玲作品系列）如下：
|  |  |  |
|  |  |  |

- 楊寶玲. . 博益生活通系列. 博益出版社. 1996/07  [2012-05-18]. ISBN 9789621766137. （原始内容存档于2019-06-09）.
- 楊寶玲. . 博益生活通系列. 博益出版社. 1999  [2012-05-18]. ISBN 9789621767073. （原始内容存档于2019-06-07）.
- 楊寶玲. . 博益生活通系列. 博益出版社. 1999  [2012-05-18]. ISBN 9789621715432. （原始内容存档于2019-06-09）.
- 楊寶玲. . 博益生活通系列. 博益出版社. 1999  [2012-05-18]. ISBN 9789621769053. （原始内容存档于2019-06-12）.
- 楊寶玲. . 博益生活通系列. 博益出版社. 1998  [2012-05-18]. ISBN 9789621768056. （原始内容存档于2019-06-05）.

## 外部連結
- 香港上市公司六福集團董事會成員
- HK cinemagic entry （页面存档备份，存于）
- 楊寶玲在互联网电影资料库（IMDb）上的資料（英文）
- 楊寶玲在香港影庫上的簡介
- 楊寶玲在时光网上的簡介（简体中文）
- 楊寶玲在豆瓣上的资料（简体中文）
- 楊寶玲 （页面存档备份，存于）——中文電影資料庫

| 前任： 李美珊 | 香港小姐競選冠軍 1987年 | 繼任： 李嘉欣 |

| 前任： 蔡惠娟 | 香港小姐競選友誼小姐 1987年 | 繼任： 李嘉欣 |